# Guttorm Sigurdsson
Guttorm Sigurdsson, född 1200, död 11 augusti 1204 i Trondheim var kung av Norge från 2 januari 1204 till sin död.
Guttorm var utomäktenskaplig son till Sigurd Lavard och sonson till kung Sverre Sigurdsson. Moderns namn är okänt. När Guttorms farbror, kung Håkon Sverresson dog i Bergen 1 januari 1204 tog birkebeinarna den knappt fyraårige Guttorm till kung, med Håkon Galen som jarl. Till våren satte Baglerna upp Erling Stenvägg som motkung, men på Øyratinget i Trondheim beslutades att gossekungen Guttorm var Norges laglige konung. Han avled dock strax av sjukdom och begravdes i Kristkirken i Trondheim.